# Evangelina Martínez
Evangelina Martínez Ortega (Santa Rosalía de Camargo, 24 de marzo de 1937) es una actriz mexicana. 
Es conocida por su participación en  telenovelas como Luz Clarita (1996-97), Pueblo chico, infierno grande (1997), y El alma herida (2003-04).

## Biografía y carrera

### Primeros años
Es hermana del director de cine  Gonzalo Martínez Ortega, del locutor Mario Iván Martínez Ortega, y de las actrices Socorro Bonilla y Alma Delfina. Estudió actuación en el Instituto Nacional de Bellas Artes y Literatura.

### Trayectoria actoral
Debutó en el cine en 1972 con la película, El principio. En televisión, debutó en 1981 en la serie de televisión Cachún cachún ra ra!. 
En 2014, recibió la presea «Gawí Tónara, Pilares del Mundo», por su relevante carrera artística en más de 50 películas y telenovelas, de manos del Gobernador del Estado de Chihuahua, César Duarte Jáquez.
En 2021, participó en la telenovela Vencer el desamor.

## Filmografía

### Cine
- El principio (1972) - Petrita Cordero
- El cumpleaños del perro (1974) - Pasajera de camión
- La casa del sur (1975) - Campesina
- Los albañiles (1976) - Esposa de Jacinto
- Longitud de guerra (1976) - Felipa Gallegos
- Las Poquianchis (1976) - Prostituta
- La pasión según Berenice (1976) - Miss Linares
- México, México, ra ra ra (1976)
- Matinée (1977) - Doña Carmen
- Naufragio (1978) - Eugenia
- María de mi corazón (1979) - Eva
- En la Cuerda del Hambre (1979)
- La mujer perfecta (1979)
- La improbable Susanita (1980)
- Nuestras casas. Nuestras tumbas (1980)
- Adiós, adiós ídolo mío (1981)
- Los demonios aún viven (1981)
- Aquel famoso Remington (1982) -Sirvienta
- Es mi vida (1982) - Mujer del Teniente
- El corazón de la noche (1984)
- Las glorias del Gran Púas (1984)
- Ya Nunca Más (1984) - María
- Historias violentas (1985)
- Robachicos (1986)
- Asesinato en Plaza Garibaldi (1987)
- Los buzos diamantistas (1988)
- Las asesinas del panadero (1989)
- Justicia de Nadie (1991)
- Miroslava (1993) - Rosario
- Alguien vio a Lola? (2000)
- Punto y Aparte (2002)
- Acosada (2002) - La Juéz
- Zapata, el sueño del héroe (2004) - Vieja
- Enamorando a la novia (2005) - Señora Fuentes
- Sexo, Amor y Otras Perversiones 2 (2006) - Luisa
- Purgatorio (2008) - Tomasa
- Memoria de mis putas tristes (2011) - Damiana
- Las horas contigo (2014) - Juanita
- Catalina cortometraje (2016) - Catalina
- Inquilinos (2018) - Socorro

### Televisión
- Cachún cachún ra ra! (1981) - Mamá de Puri
- Toda una vida (1981) - Magdalena
- Por amor (1982) - Nachita
- Sí, mi amor (1984-1985) - Clotilde
- El padre Gallo (1986-1987) - Miriam
- Dulce desafío (1988-1989) - Estela Sánchez
- La telaraña (1990) - (Episodio: La herencia del tío muerto)
- La fuerza del amor (1990-1991) - Juana
- Mujer, casos de la vida real (1994-1996)
- María la del barrio (1995-1996) - Berta
- La culpa (1996) - Madre Elvira
- Luz Clarita (1996-1997) - Prudencia
- Pueblo chico, infierno grande (1997) - Saturnina
- Sin ti (1997-1998) - Gertrudis
- Chiquititas (1998-1999) - Alicia[5]
- Cuentos Para Solitarios (1999) - Doña Lola
- Catalina y Sebastián (1999) - Josefa #2
- Como en el cine - Lencha
- El alma herida (2003) - Gudelia
- Corazón partido (2005-2006) - Consuelo 'Chelo' Delgado
- Gregoria la Cucaracha (2009)
- XY. La revista (2009-2012) - Rosa Miranda
- Los héroes del norte (2010) - Casera
- Los Gastronautas (2012) - Doña Eulalia
- El Mariachi (2014) - Berenice
- Texas Rising (2015) - Abuelita
- Perseguidos (2016)
- Un día cualquiera (2016) - Isidra
- Guerra de ídolos (2017) - Abuela de Victoria
- Érase una vez (2017) - Regina
- Un día para vivir (2021) - Ella[6]
- Vencer el desamor (2021) - Cuquita
- Los Reyes de Oriente (2024) - doña Alicia